# Omnes feriunt, ultima necat

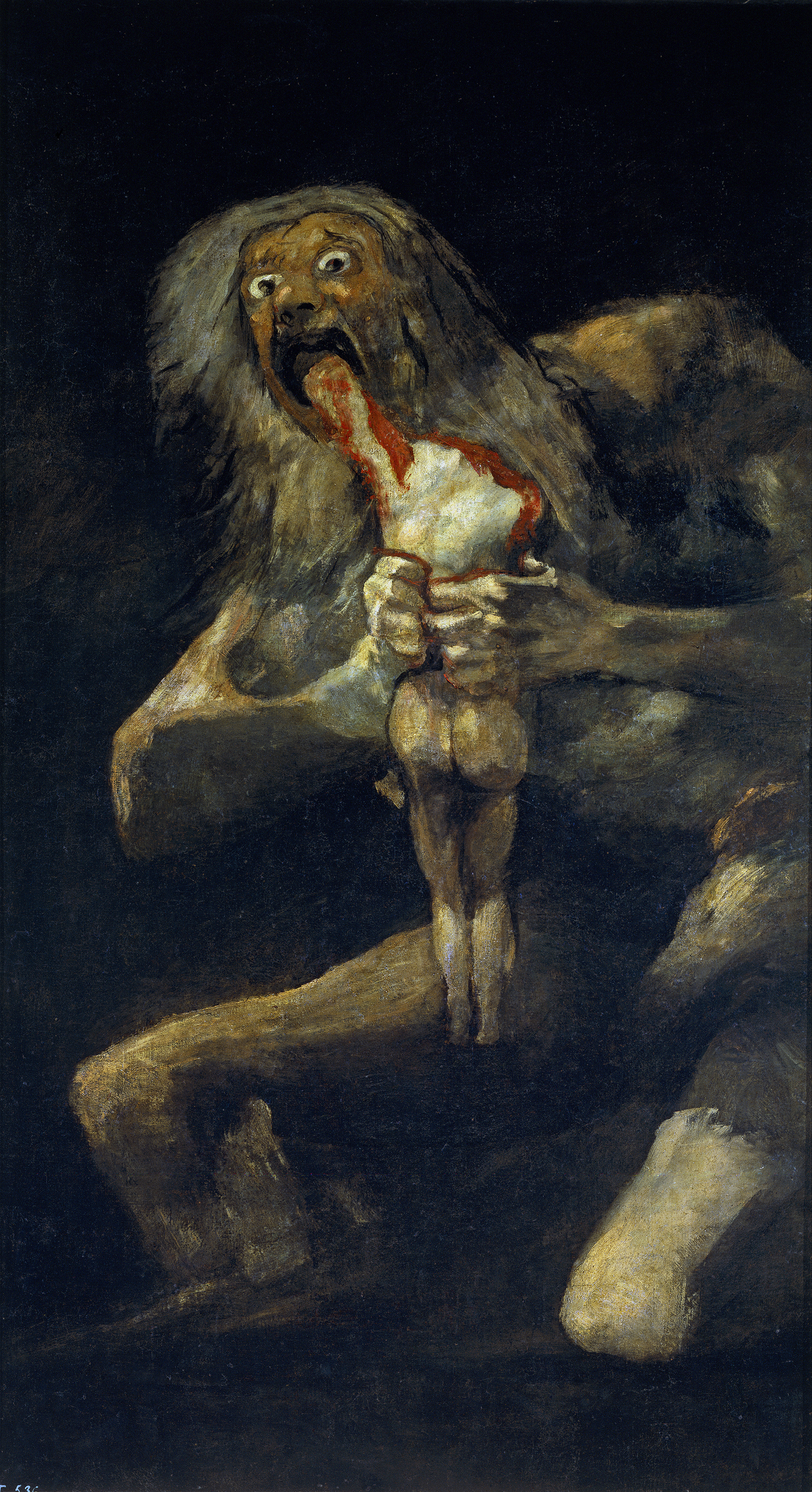
Francisco Goya, Saturno che divora i suoi figli, 1821-1823, Museo del Prado, Madrid.

La locuzione latina omnes feriunt, ultima necat significa tutte feriscono, l'ultima uccide. Sono ben riscontrabili anche le varianti omnes vulnerant, ultima necat e vulnerant omnes, ultima necat.
Questo motto è attribuito a Seneca il Vecchio o il Retore e si trova spesso inciso sulle meridiane o sui quadranti degli orologi.

## Interpretazione

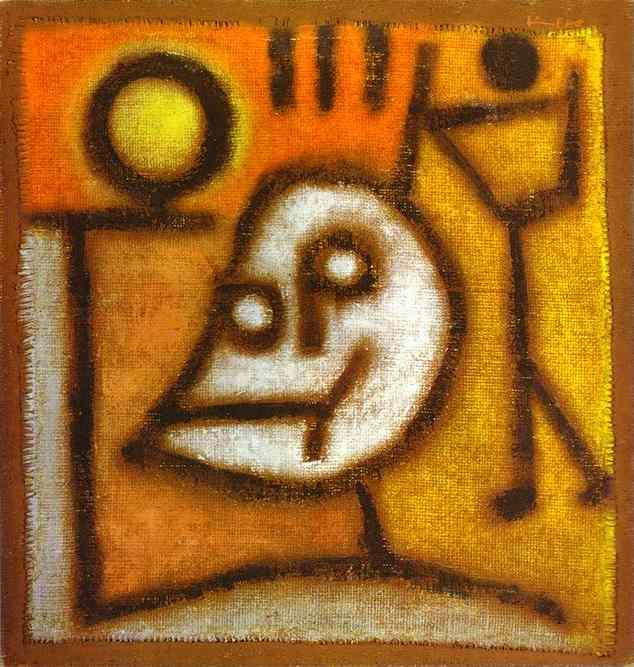
Paul Klee, Tod und Feuer ("Morte e fuoco"), 1940, Zentrum Paul Klee, Berna. Ghigno o no?

Per il cardinale e teologo Raniero Cantalamessa l'incisione sugli orologi dei chiostri rinvia ad Agostino d'Ippona, secondo cui "l'uomo, quando nasce, contrae una malattia dalla quale nessuno che nasca ha scampo" (Discorso 229/H, 3), un'esistenza che è da considerarsi una "vita mortale o morte vitale" (Confessioni I, 6, 7), pensiero ripreso anche dal Martin Heidegger dell'"essere-per-la-morte" (Sein-zum-Tode).
Tuttavia la riflessione filosofica ritiene indecidibili un paio di aspetti essenziali:
- le ore feriscono (il tempo porta acciacchi), eppure, sin quando non arriva l'ultima, siamo ancora vivi e possiamo provare a goderne. Perciò non è chiaro se la morte sia la fine di un edonismo vitalistico o viceversa l'interruzione di un disfacimento in corso;
- anche nel caso del tempo come processo degenerativo, il nesso fra sofferenza e morte resta ambiguo: o compimento dell'agonia oppure suo punto di discontinuità ("almeno si smette di patire").

## Nella cultura di massa
- Nel 1966 il regista francese Jean-Pierre Melville ha diretto il film Le Deuxième Souffle, uscito in italiano col titolo: Tutte le ore feriscono... l'ultima uccide.

- Nel romanzo Il club Dumas (1993) di Arturo Pérez Reverte la frase compare nella variante omnes vulnerant, postuma necat all'ingresso della villa del bibliofilo Fargas a Sintra.

## Su orologi e meridiane

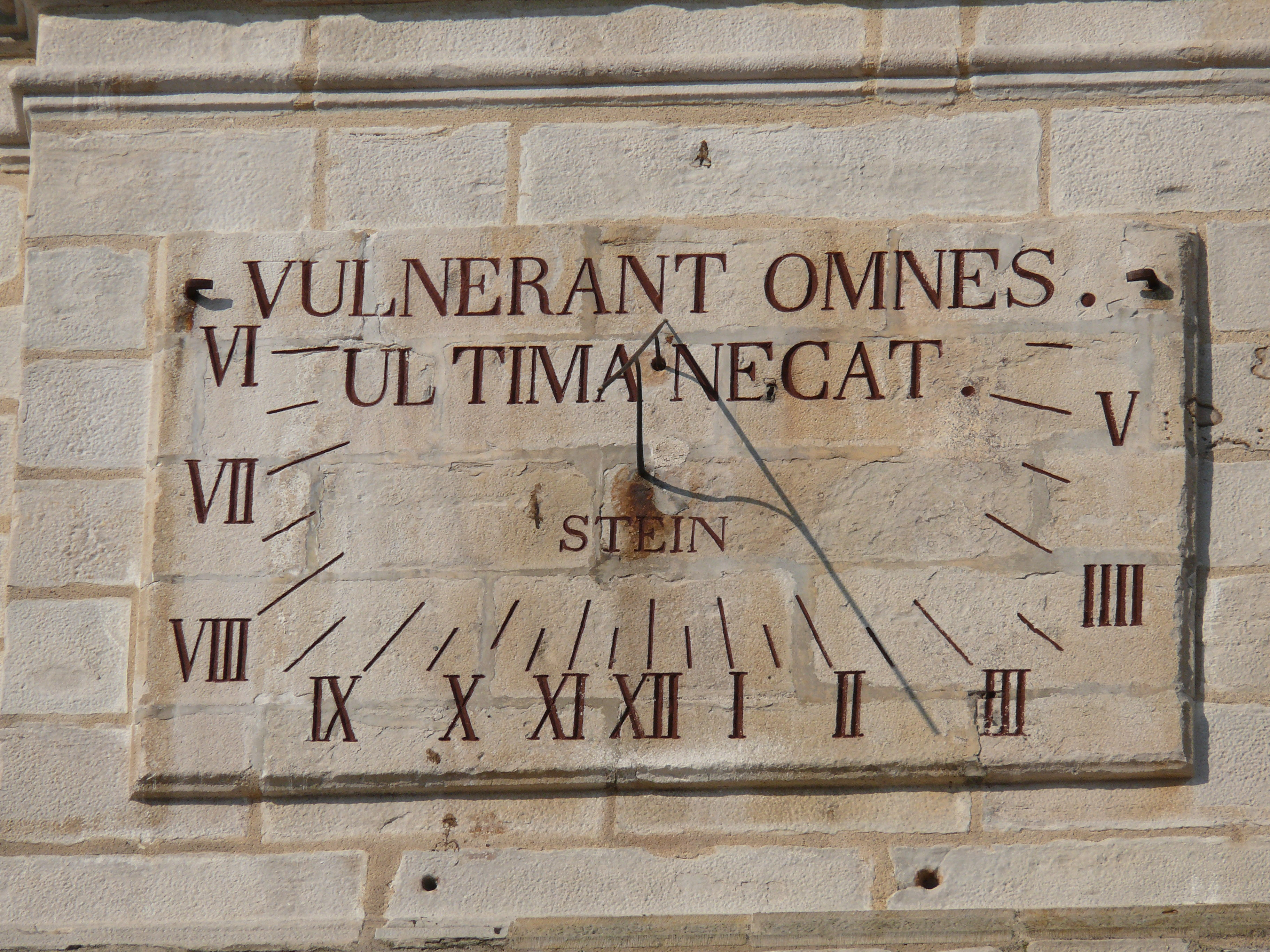
La meridiana della Chiesa di Saint-Vincent d'Urrugne (Pirenei Atlantici, Nuova Aquitania, Francia).

Simili iscrizioni su torri campanarie, edifici cittadini e chiese, poste vicino a una meridiana o a un orologio, hanno una lunga tradizione in Italia come nell'Occidente. Tra le altre versioni del motto riportate sovente nei pressi degli orologi c'è anche Unam time, ultimam cave ovvero: «témine una: guàrdati dall'ultima [ora]».